# Centrul Simon Wiesenthal

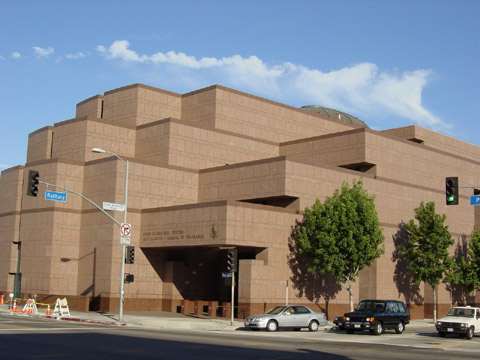
Centrul Simon Wiesenthal

Centrul Simon Wiesenthal (abreviat adesea SWC), cu sediul în Los Angeles, California, Statele Unite ale Americii, a fost înființată în 1977 și numit după vânătorul de naziști Simon Wiesenthal. Conform programului, el este „o organizație internațională evreiască pentru drepturile omului, dedicată construirii unei lumi noi”.
Printre misiunile centrului se numără lupta cu antisemitismul, cu ura rasială și cu terorismul, promovarea drepturilor omului și a demnității umane, solidaritatea cu statul Israel, apărarea securității evreilor din întreaga lume și predării lecțiilor Holocaustului pentru generațiile viitoare.
Centrul este acreditat ca o organizație neguvernamentală (ONG) la Organizația Națiunilor Unite, UNESCO și Consiliul Europei.
Organizația își propune să promoveze toleranța și înțelegerea, prin implicare în comunitate, informare educațională și acțiune socială. Centrul colaborează strâns cu mai multe agenții publice și private, prin întâlniri cu demnitari aleși, cu funcționari guvernamentali americani și străini, cu diplomați și șefi de stat. Alte probleme de care se ocupă Centrul includ: urmărirea penală a criminalilor de război naziști, lupta împotriva rețelelor ODESA; educarea populației cu privire la Holocaustului, la toleranță și la situația din Orientul Mijlociu; monitorizarea acțiunile grupurilor extremiste, a organizațiilor neonaziste și a manifestărilor de ură pe Internet.

## Nume și conducerea

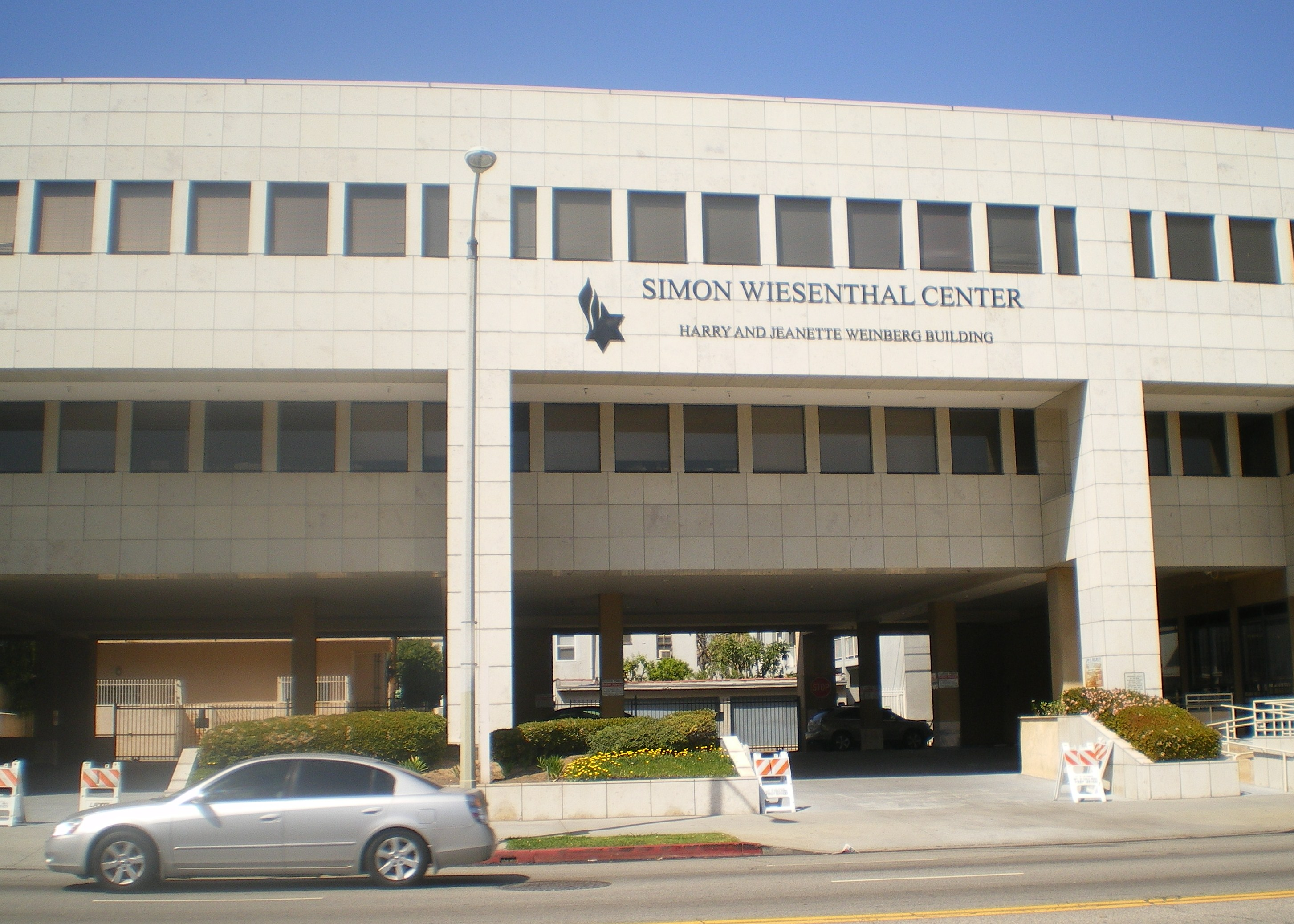
Centrul Simon Wiesenthal din Los Angeles

Organizația este numită după Simon Wiesenthal, un supraviețuitor al lagărului de la Mauthausen, fost arhitect și evreu galițian care și-a pierdut mai mulți membri ai familiei în Holocaust și s-a angajat mai târziu să-i vâneze pe naziști și să-i aducă în fața justiției. El a fondat și condus Centrul de Documentare Evreiască din Viena. Simon Wiesenthal nu a avut nicio legătură cu operațiunile sau activitățile SWC în afară de a-i da numele său.
SWC este condus de rabinul Marvin Hier, decan și fondator. Rabinul Abraham Cooper este decan asociat și rabinul Meyer May este director executiv. Organizația publică o revistă periodică intitulată Response.

## Sedii
Sediul Centrului Simon Wiesenthal este în Los Angeles. Cu toate acestea, există și birouri internaționale situate în următoarele orașe: New York, Miami, Toronto, Ierusalim, Paris, Chicago și Buenos Aires.
Prin intermediul birourilor naționale și internaționale Centrul se îngrijește de misiunea păstrării memoriei Holocaustului.

## Căutarea criminalilor de război naziști
Efraim Zuroff, director al biroului Centrului Simon Wiesenthal din Ierusalim, este coordonatorul activității de cercetare a crimelor de război naziste din întreaga lume pentru Centrul Wiesenthal și autorul Raportului Anual (începând din 2001) cu privire la investigarea și urmărirea penală a criminalilor de război naziști, care include o listă a celor mai căutați criminali de război naziști.
În noiembrie 2005, Centrul Simon Wiesenthal a dat numele a patru presupuși foști criminali de război naziști către autoritățile germane. Numele au fost primele rezultate ale Operațiunii Ultima Șansă, o acțiune inițiată de centru în acel an pentru a-i urmări pe foștii naziști pentru crimele din cel de-al doilea Război Mondial înainte de a muri de bătrânețe.

### Colecții de arhive
- Guide to the Courage to Remember: The Holocaust, 1933-1945 Posters. Special Collections and Archives, The UC Irvine Libraries, Irvine, California.

### Altele
- Simon Wiesenthal Center
- Moriah Films la Internet Movie Database
- Response Magazine Online Archive Arhivat în 29 septembrie 2007, la Wayback Machine.
  - Response - America Remembers: One Year Later, Remembering the Victims, Pondering the Lessons Arhivat în 5 iunie 2011, la Wayback Machine. Also in the Issue: International Community & the Mideast; Tragedy of Palestinian Children; The Real Obstacles to Peace; Global Terror Update; Internet Used by Terrorists, Racists; Museum of Tolerance
- Simon Wiesenthal at The Jewish Virtual Library
- Haaretz 11/03/05[nefuncțională]
- Tour of the Wiesenthal Center Library & Archives for the C-SPAN School Bus, 9 februarie 1999
- Jews in Iran la Wayback Machine (archived 28 d.Hr.)Wayback MachineJews in Iran la Wayback Machine (archived 28 d.Hr.)